# Filippo Cifariello
Pour les articles homonymes, voir Cifariello.

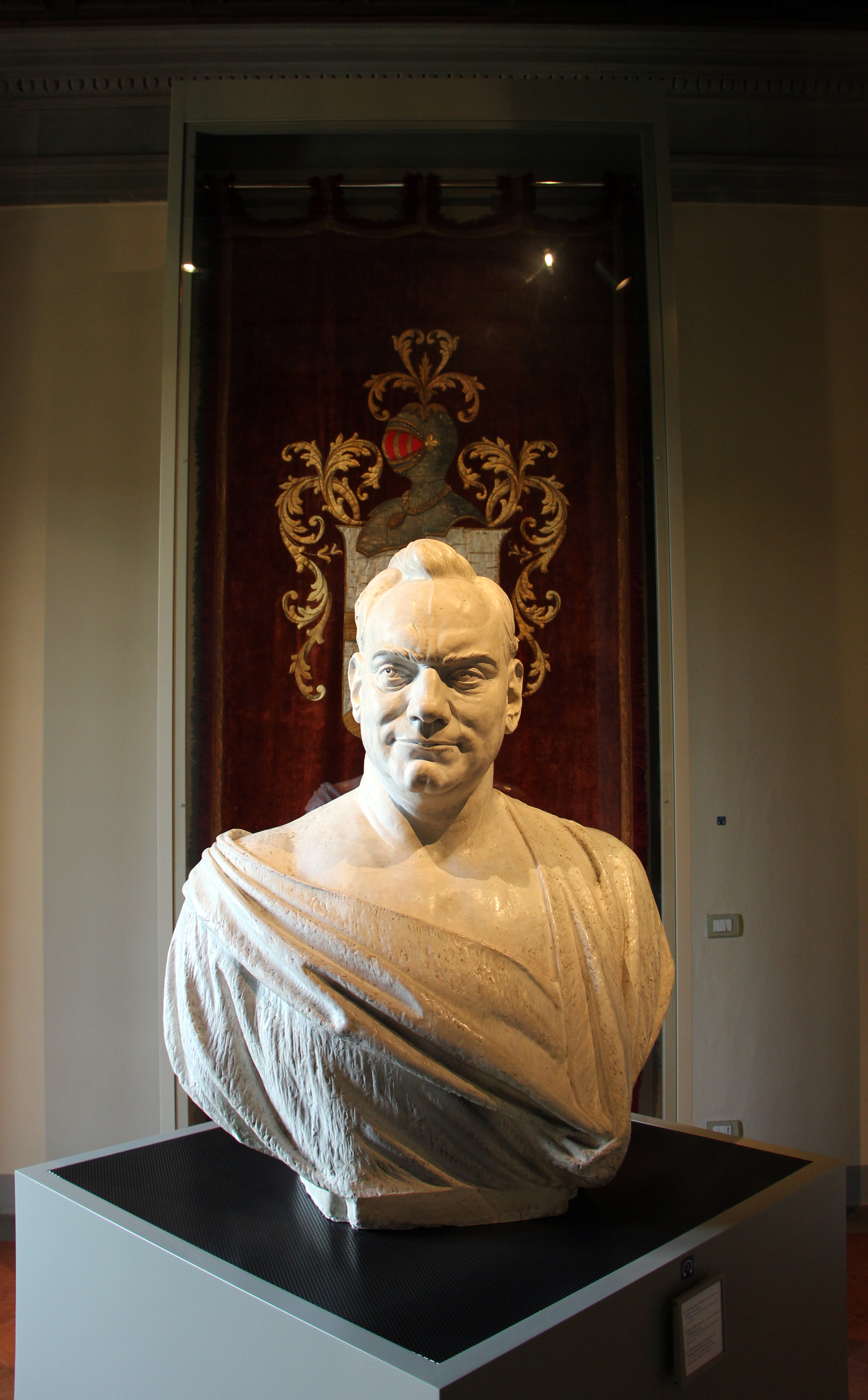
Buste de Enrico Caruso, 1899 ca.

Filippo Cifariello, né à Molfetta (Italie) le 3 juillet 1864 et mort à Naples le 5 avril 1936, est un sculpteur italien.

## Biographie
Il obtient une mention honorable au Salon des artistes français de 1896.